# برنی، تاسمانی

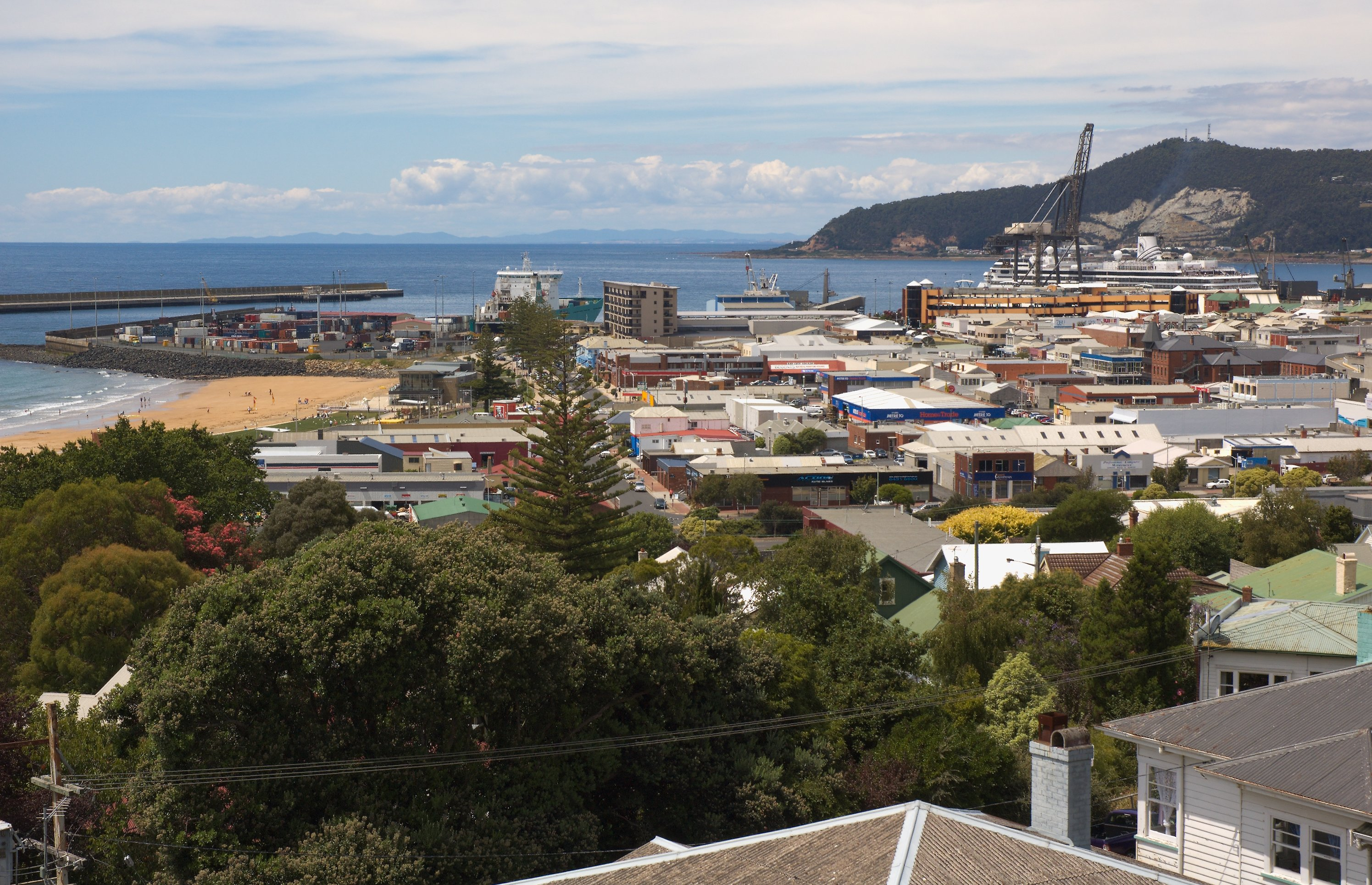
نمایی از ناحیه مرکزی و بندر برنی

برنی (به انگلیسی: Burnie) شهری بندری در ساحل شمال غربی تاسمانی، استرالیا است که در ابتدا در سال ۱۸۲۷ با نام امو بی شناخته می‌شد. سپس در دهه ۱۸۴۰ به نام رئیس کمپانی ون دایمنز لورد، ویلیام برنی نامگذاری شد. شهر کوچک بیرون برنی با نام سامرست نیز معمولاً بخشی از این شهر محسوب می‌شود. مرکز سیاسی این شهر در شهرستان برنی واقع است. در سرشماری سال ۲۰۱۱ جمعیت این شهر ۱۹.۳۲۹ نفر بود.